# Estación de las Peñuelas

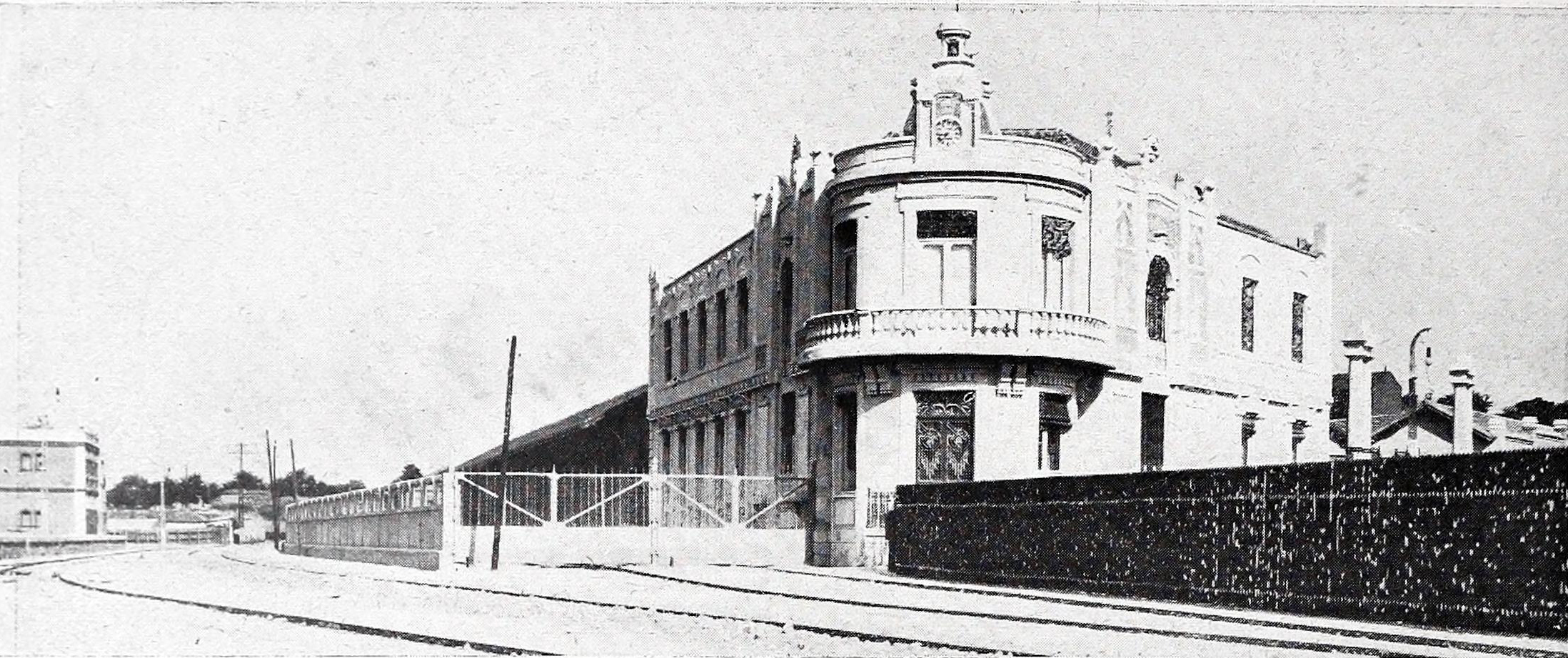
Vista exterior de los edificios, muelles y estación de la Alhóndiga (Blanco y Negro, 1 de agosto de 1908).

Peñuelas fue una estación ferroviaria de mercancías construida por la Compañía de los Caminos de Hierro del Norte ubicada en Arganzuela (Madrid), entre los paseos de la Esperanza y Yeserías. Fue construida en 1908 y cerrada en 1987. Pasó a ser propiedad de RENFE al absorber esta a todas las compañías ferroviarias privadas de España. Tras su derribo parte del espacio liberado se convirtió en el parque de las Peñuelas.
Las instalaciones estaban enlazadas con la red ferroviaria a través de la línea de contorno de Madrid.

## Historia

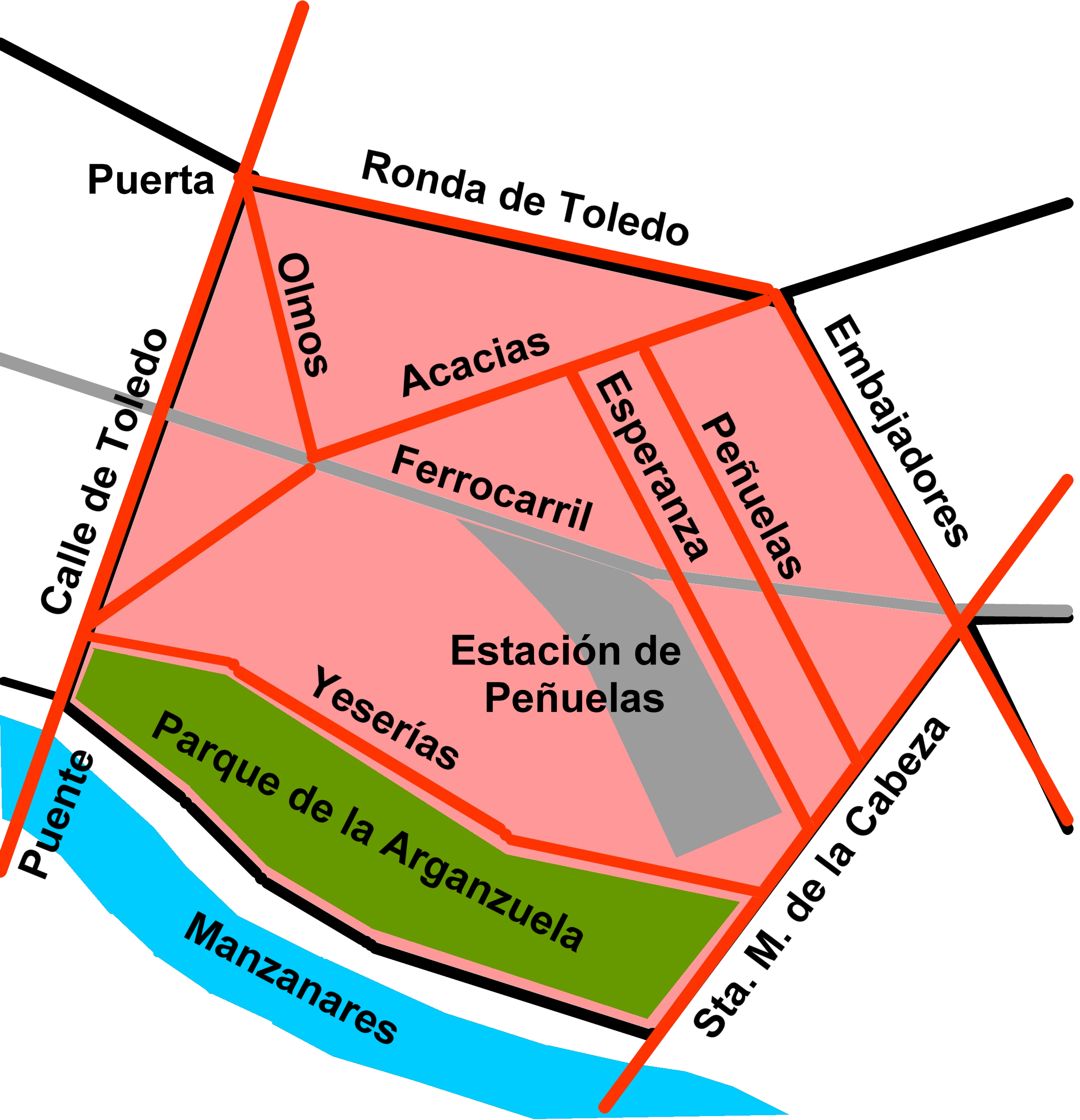
Esquema del barrio de Acacias, donde se muestra la localización de la antigua estación de Peñuelas.

Inaugurada en julio de 1908 como estación de la Alhóndiga, su construcción fue llevada a cabo por la Compañía Madrileña de Almacenes Generales de Depósito y Transporte, una sociedad promovida por Basilio Paraíso. Estaba situada en la calle de Moratines.
Se trató de la última de las estaciones en construirse de todas las del ferrocarril de contorno de Madrid. A comienzos de 1908 su diseño era muy similar a la vecina estación de Imperial. Su actividad de transporte de mercancías (aceites, harinas y asfaltos) se consolidaba en 1924. En la Segunda República hubo graves altercados y huelgas en sus cercanías. Durante la defensa de Madrid en 1936 tuvo un destacado papel como lugar de parapeto de tropas cercanas al frente de batalla. Las instalaciones dejaron de prestar servicio en 1987 y años después serían derribadas. Su cierre hizo que personas y material se desviasen a la estación de Abroñigal. 